# Gólyatöcs
A gyólyatöcs (Himantopus himantopus) a madarak osztályának lilealakúak (Charadriiformes) rendjébe, ezen belül a gulipánfélék (Recurvirostridae) családjába tartozó faj. A nemzetségnek hét faja van, melyek az Ó- és Újvilág forró- és mérsékelt égövű vidékein laknak. Jellemvonásaik: halcsontszerűen hajlékony, hosszú, vékony, laposhegyű csőr, hosszú, kizárólag pikkelyekkel borított csüd. Szárnyuk, melynek evezői közül az első a leghosszabb, egyenes farkuk hegyén túl ér.
Az év madara lett 2019-ben.

## Előfordulása
Európa és Ázsia déli részén honos. Sekély édes- és brakkvizek valamint lagúnák lakója. Telelni Afrikába és Ázsia déli részére vonul.
Rendszerbesorolásai vitatottak,  a Himantopus nemhez tartozó fajokat önálló fajként, vagy  Himantopus himantopus alfajaiként is besorolják.

## Alfajai
- Himantopus himantopus himantopus
- Himantopus himantopus meridionalis
- Himantopus himantopus ceylonensis

## Megjelenése
Átlagos testhossza 35–40 centiméter, szárnyfesztávolsága 67–83 centiméteres, testtömege pedig 150–210 gramm közötti. A nászruhás hím szárnyai fényesen feketék, tarkója és fejteteje fekete. A tojó fénytelen barnásfekete, feje és tarkója fehér.

## Táplálkozása és tápláléka
Hosszú lábaival az édes vagy enyhén sós, sekély vízben lépegetve keresi rovarokból, rákokból és lárvákból álló táplálékát.

## Szaporodása
Szikes tavak szigetein, víz közelében telepesen, a talajra készíti fészkét. Fészekalja 3-5 darab 44  milliméteres tojásból áll, melyen 25-26 napig kotlanak felváltva a szülők. A fiókák 28-32 nap múlva repülnek ki. Évente egyszer rak fészket, a fiókák fészekhagyók.
|  |  |

## Kárpát-medencei előfordulása
Március-október hónapokban tartózkodik Magyarországon, rendszeres fészkelő a Duna-Tisza közén és a Tiszántúlon. Állománynagysága 200-400 példány.